# Cerkev sv. Janeza Puščavnika
Cerkev sv. Janeza Puščavnika (Chiesa di San Giovanni degli Eremiti) je cerkev v Palermu na Siciliji, blizu Normanske palače.
Od 3. julija 2015 je del Unescove svetovne dediščine kot Arabsko-normanski Palermo ter stolnici v Cefalùju in Monrealu. 

## Zgodovina
Stavba je sestavljena iz več delov iz različnih obdobij. Na mestu sedanje stavbe je bila v 6. stoletju v času papeža Gregorja zgrajena cerkev, posvečena sv. S. Ermeteju. Ime S. Giovanni degli Eremiti naj bi izviralo iz zasuka besede. V 10. stoletju je bila tam zgrajena predhodna stavba v arabskem slogu. Stavba je bila sestavljena iz obzidanega pravokotnega dvorišča s stebriščem na severni strani in približno 6 × 18 m veliko dvorano na vzhodni strani. V osrednji osi te arabske dvorane je bilo razporejenih pet kvadratnih stebrov, ki so dvorano delili na dve ladji. Vsaka od šestih tako ustvarjenih enot je bila na obeh straneh razpeta s križnim obokom, zato je dvorano pokrivalo dvanajst križnih obokov.
Cerkev je zgradil Rogier II. Sicilski kmalu po potrditvi za kralja Sicilije leta 1130 kot del najstarejšega latinskega samostana v Palermu in jo dokončal leta 1143.
Severna stena dvorišča je bila uporabljena kot južna stena cerkve. Transept je bil vgrajen v arabsko dvorano, preostali del dvorane je bil uporabljen kot zakristija.
Leta 1464 je bil San Giovanni degli Eremiti podrejen benediktinskemu samostanu San Martino delle Scale, leta 1524 pa benediktincem iz Monreala. Skozi stoletja je bilo okoli cerkve zgrajenih več samostanskih stavb in stanovanj.
Leta 1877 je cerkev razkril in obnovil Giuseppe Patricolo. Med drugim je bila obnovljena apsida in severno pročelje cerkve, in odstranjene štukature. Ob tej priložnosti so bile porušene tudi po srednjeveške stavbe. Kupole so bile v 20. stoletju pobarvane rdeče.

## Zunanjost
Cerkvena stavba se dviga nad tlorisom T ali Antonovim križem. Široka ladja poteka v smeri zahod-vzhod in ima dve veliki kupoli z bobnom.
Transept, ki ima približno polovico širine ladje, teče na njeni vzhodni strani v smeri sever-jug, kar kaže na značilno višinsko stopnjevanje: južni prečni krak je visok kot ladja in ima manjšo kopasto kupolo kot ladja. Osrednji del transepta je višji od ladje in ima tudi manjšo kopasto kupolo. Na njeni vzhodni strani iz stene štrli apsida. Severni prečni krak nosi stolp z velikimi okroglimi odprtinami oken, ki so v zgornjem nadstropju uokvirjeni s trostopenjskimi slepimi loki. Tudi stolp ima manjšo kopasto kupolo.
Na vzhodni fasadi se stena nekdanje arabske dvorane na južni strani prilega na transept. Ima le ozke okenske odprtine v obliki strelnic. Ohranjena je tudi južna stena nekdanjega arabskega gradbenega kompleksa, manjka pa zahodna stena.
Južno od kompleksa je baročna cerkev San Giorgio in Kemonia.

## Notranjost
Na zahodni strani se pride do ladje, ki jo lok deli na dve približno kvadratni obočni poli. Vsaka od teh je obokana s kupolo. Prehod med kvadratno podkonstrukcijo in kupolo poteka preko tristopenjske trompe.
Transept je s koničastimi loki razdeljen na tri sobe z apsidami. Med tremi apsidami je srednja skoraj polkrožna, opazimo jo tudi na zunanji strani. Dve stranski apsidi pa sta tako ploski, da ostajata znotraj debeline zunanje stene.
Desni krak transepta vodi do nekdanje arabske dvorane, ki je kasneje služila kot zakristija. Še vedno so vidni ostanki stebrov in prvotni obok. Danes so prostor raztegnili s tremi križnimi oboki. Prvotno koničasta obokana okna so zazidana, razen v ozki reži. V ogivalni niši so ostanki freske ustoličene Matere Božje, ki jo obkrožata dva svetnika. Na stenah je tudi nekaj ostankov rdečih napisov.

## Križni hodnik
Križni hodnik je severozahodno od ladje. Izhaja iz 13. stoletja ali pa je bil takrat preoblikovan. Verjetno je šlo za eno od uničenih zgradb samostana. Dvojni stebri iz marmorja podpirajo rahlo ogivalne arkade. Na sredini samostana je vodnjak.